# Yatagarasu
Yatagarasu (八咫烏 [やたがらす], yatagarasu) est le nom d'un corbeau de la mythologie japonaise.

## Histoire et mythe
Dans la mythologie japonaise, le Yatagarasu  est un corbeau ou une corneille qui aurait guidé le légendaire empereur Jimmu lors de son premier voyage de la région de Kumano jusqu'à celle de Yamato (Yoshino puis Kashihara). Il sert Amaterasu, déité du Soleil dans le panthéon shinto. Il est parfois présenté comme étant une incarnation de Taketsunimi no Mikoto. Son apparition était interprétée comme une preuve de la volonté céleste ou d'une intervention divine dans les affaires d'ici-bas.
Yatagarasu possède trois pattes ; l'une pour le Ciel, une autre pour la Terre et une troisième pour les hommes. 
Dans la tradition chinoise, il est de couleur rouge (corbeau d'or) et se trouve au centre du soleil dont il est le symbole.

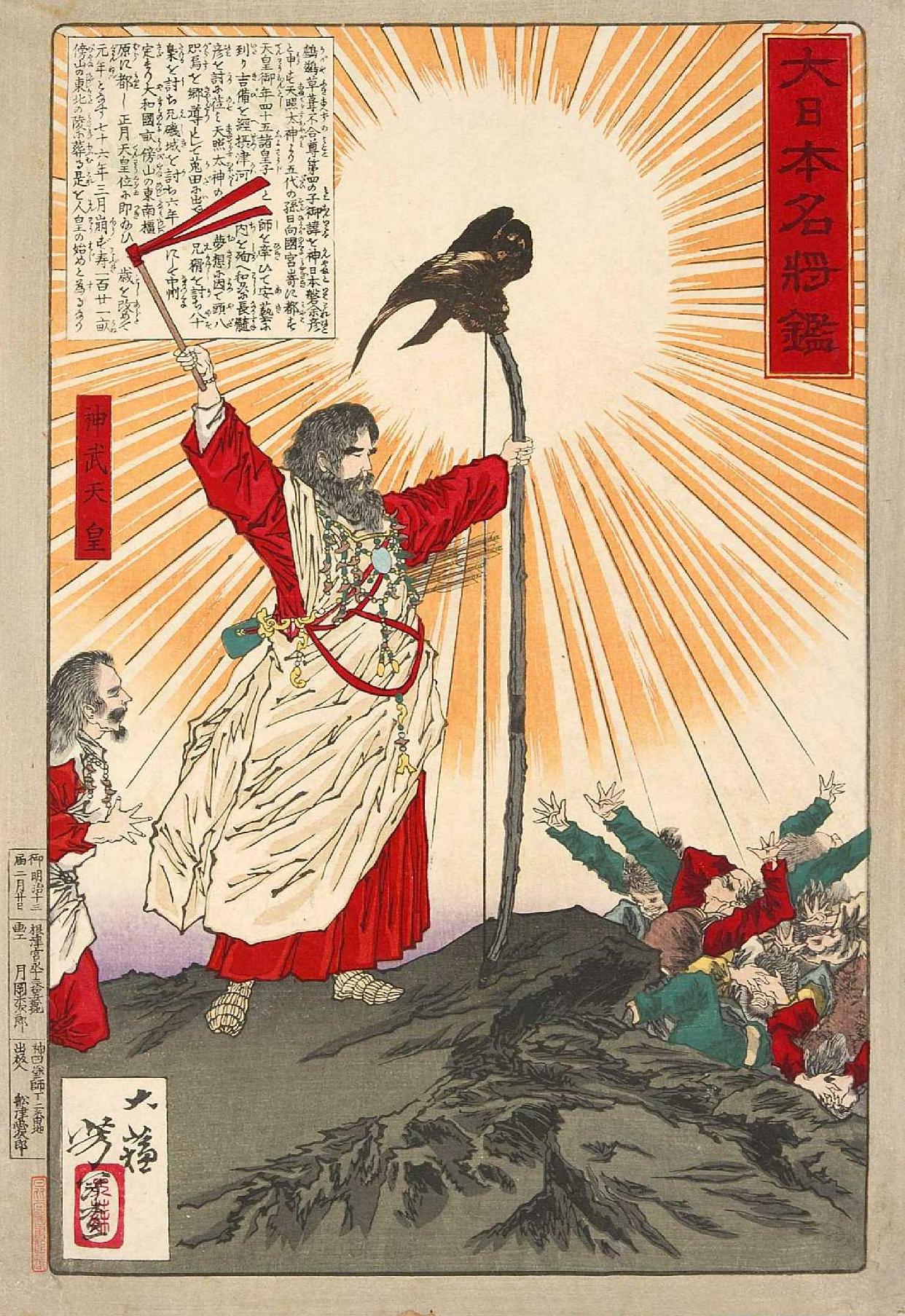
L'empereur Jimmu barbu, tient son arc légendaire sur lequel est posé Yatagarasu, au cœur du soleil.

## Dans la culture populaire
Yatagarasu est une figure qui a été reprise dans la culture populaire.
- La fédération japonaise de football a repris le motif du Yatagarasu sur les tenues utilisées notamment à partir de la Coupe du monde de 2010.
- Dans le jeu vidéo Ace Attorney Investigations: Miles Edgeworth , Yatagarasu est un voleur qui s'inspire de la mythologie puisque son emblème représente deux ailes de corbeau et trois pattes. C'est un justicier qui vole des informations aux entreprises corrompues.
- Dans le 11e jeu de la franchise Touhou Project (Subterranean Animism, 2008), le boss de fin est Reiuji Utsuho, son nom peut être traduit par « corbeau ». Elle utilise une spell-card nommée « Crow Sign Yatagarasu Dive ». Physiquement, elle possède deux ailes noires qui font référence au ailes du corbeau. Son pouvoir premier est la manipulation de l'energie nucléaire, ce qui peut faire référence au soleil
- Dans Duel Monsters, le jeu de cartes à jouer tiré de la franchise Yu-Gi-Oh! , elle-même issue du manga éponyme de Kazuki Takahashi, Yata-Garasu est une carte légendaire.
- Il s'agit d'une carte connue pour être une des premières à avoir été bannies du jeu officiel dès 2004[2]. Elle ne l'a jamais réintégré depuis. Ce bannissement, dû à un effet de carte jugé excessivement puissant et déloyal consistant à empêcher l'adversaire de piocher, a donné à Yata-Garasu le statut de mythe auprès des joueurs.
- Certaines éditions de cette carte sont très recherchées par les collectionneurs et sa côte peut monter jusqu'à 1000 €[3] . L'illustration de la carte représente Yatagarasu sous la forme d'un corbeau au plumage violet, une patte enserrant une sphère. Une carte piège de ce jeu, du nom de Cadavre du Yatagarasu [4], représente ce même corbeau de profil picorant de son bec une sphère cristalline.
- La carte apparaît dans l'épisode 20 de la  saison 3 de Yu-Gi-Oh! , L'assaut final de Noah 1ère partie, où on peut clairement distinguer ses trois pattes. Il est invoqué aux côtés d'autres personnages et monstres mythiques japonais et de l'imaginaire shinto,  tels que le Dragon Yamata[5] ( Yamata-no-Orochi ) , Inaba le lapin blanc[6], provenant des légendes compilées dans le Kojiki , Hino-Kagu-Tsuchi [7]( Kagutsuchi le dieu du feu) ou encore Otohime[8].
- Il apparaît également dans Nioh et Nioh 2, sous la forme de l'esprit protecteur de Magoichi . C'est de circonstance, le Yatagarasu étant historiquement le mon que ce dernier a choisi pour représenter son clan.
- Un niveau connu de Geometry Dash se nomme Yatagarasu, qui est réputé pour sa difficulté Extreme Demon. Il est le fruit d'une collaboration entre différents créateurs renommés et dirigée par Trusta. Il présente un thème sombre (noir/rouge) infernal, et une musique intense. L'endart est le Yatagarasu dans sa splendeur, représenté avec ses 3 pattes.
- Dans le jeu vidéo Octopath Traveler, il s'agit du nom d'une attaque surpuissante à la dague d'une des classes jouables.

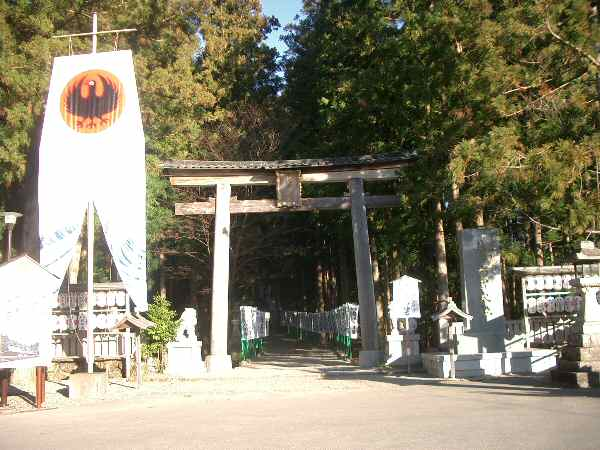
Drapeau de Yatagarasu au Kumano Hongū-taisha.